# Laguindingan International Airport
Laguindingan International Airport (Filipijns: Paliparang ng Laguindingan, Cebuano: Tugpahanan sa Laguindingan) is een Filipijnse luchthaven gelegen in de regio Northern Mindanao.
In 2013 is in de gemeente Laguindingan, in het noordwesten van het eiland Mindanao en op ongeveer 46 kilometer afstand van de stad Cagayan de Oro, een nieuw internationaal vliegveld in gebruik genomen. Laguindingan International Airport heeft de rol van Lumbia Airport overgenomen en bedient nu het noordelijke deel van Mindanao, inclusief Iligan en Cagayan de Oro.
Vanwege de ingebruikname van Laguindingan International Airport in 2013 werd het vliegveld Lumbia overgedragen aan de Filipijnse luchtmacht. De drielettercode "CGY" is overgegaan naar Laguindingan International Airport.
De officiële website heeft anno december 2017 sinds de openingsdatum geen update gehad. Desondanks functioneert de luchthaven uitstekend. Er zijn diverse vormen van vervoer naar Cagayan de Oro beschikbaar. Die reis duurt ongeveer een uur per taxi.